# Materialists
Materialists är en amerikansk romantisk komedifilm från 2025. Filmen är regisserad av Celine Song, som även skrivit filmens manus.
Filmen hade Sverigepremiär på Way Out West den 8 augusti 2025 och premiär på bio i Sverige den 15 augusti samma år.

## Handling
En äktenskapsmäklares lukrativa verksamhet kompliceras när hon hamnar i en kärlekstriangel som hotar hennes klienter.

## Rollista (i urval)
- Dakota Johnson – Lucy
- Chris Evans – John
- Pedro Pascal – Harry Castillo
- Zoë Winters – Sophie
- Marin Ireland – Violet
- Dasha Nekrasova – Daisy
- Louisa Jacobson – Charlotte
- Sawyer Spielberg – Mason
- Eddie Cahill – Robert
- Joseph Lee – Trevor
- John Magaro – Mark